# فلامة

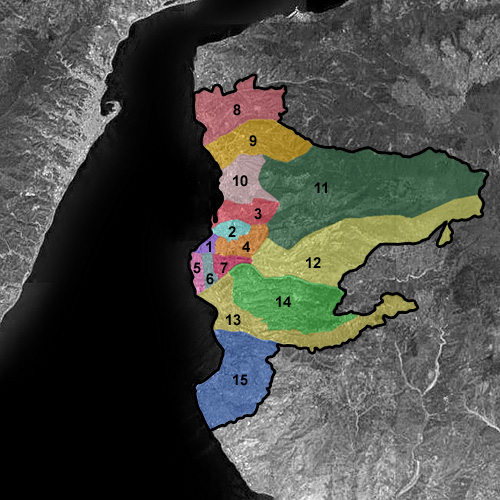
إقليم بلدية ريّة قلورية وتقسيم وترقيم المقاطعات. فلامة ذات الرقم 15

فلامة أو بِلَّارُو هو الربع الجنوبي من بلدية ريّو قلورية جنوب إيطاليا. يبلغ عدد سكانها حوالي 13000 نسمة.